# П'єтрос
П'єтрос, також П'єтросул (рум. Vârful Pietrosul) — гора, найвища вершина (2303 м) гірського масиву Родна, що у Румунії. Належить до Східних Карпат (Карпати).

## Географія
Гора знаходиться поблизу міста Борша і села Мойсей, що в регіоні Марамуреш. Вона, також є найвищою вершиною Східних Карпат.

## Галерея

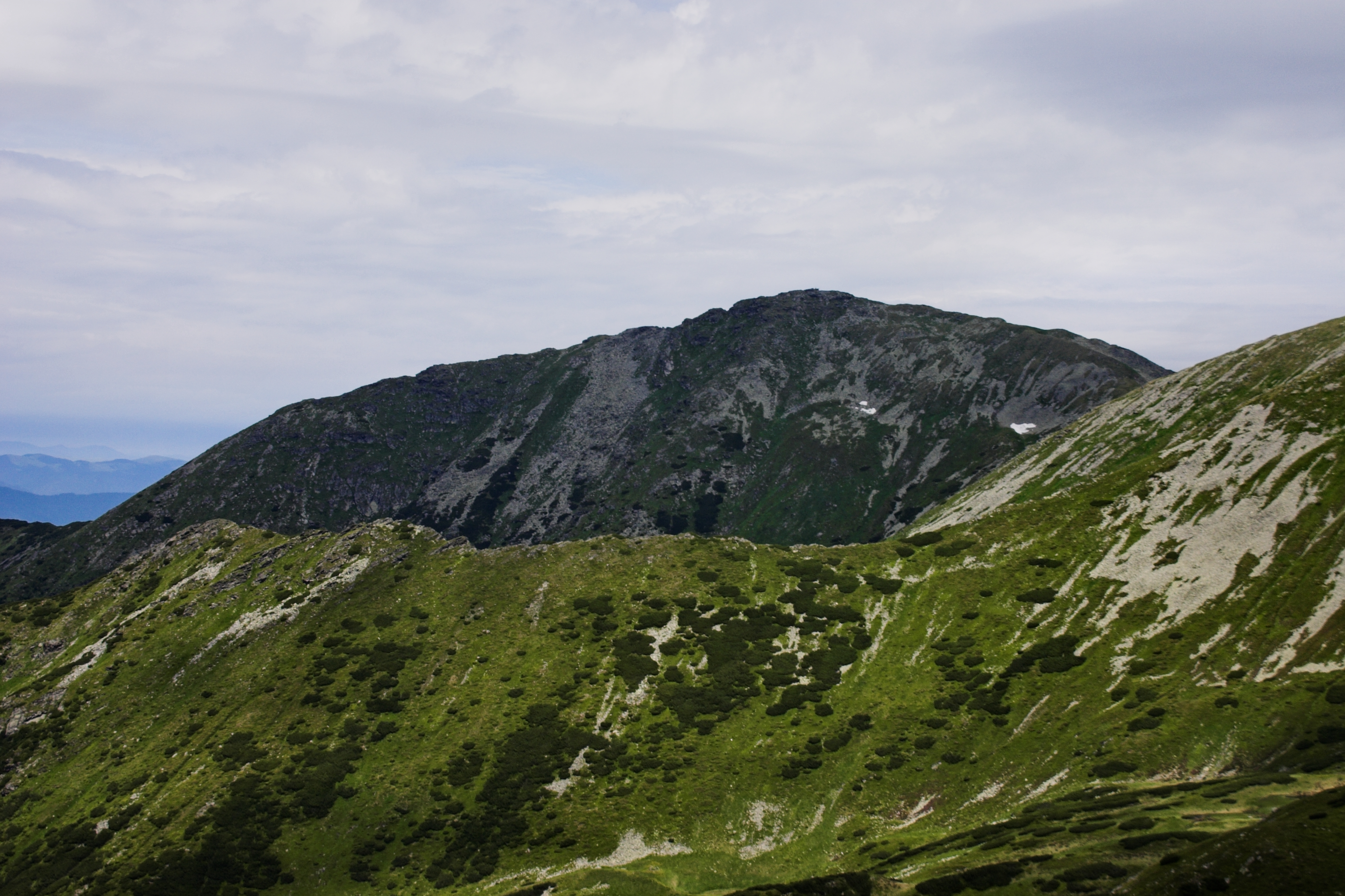
П'єтросул
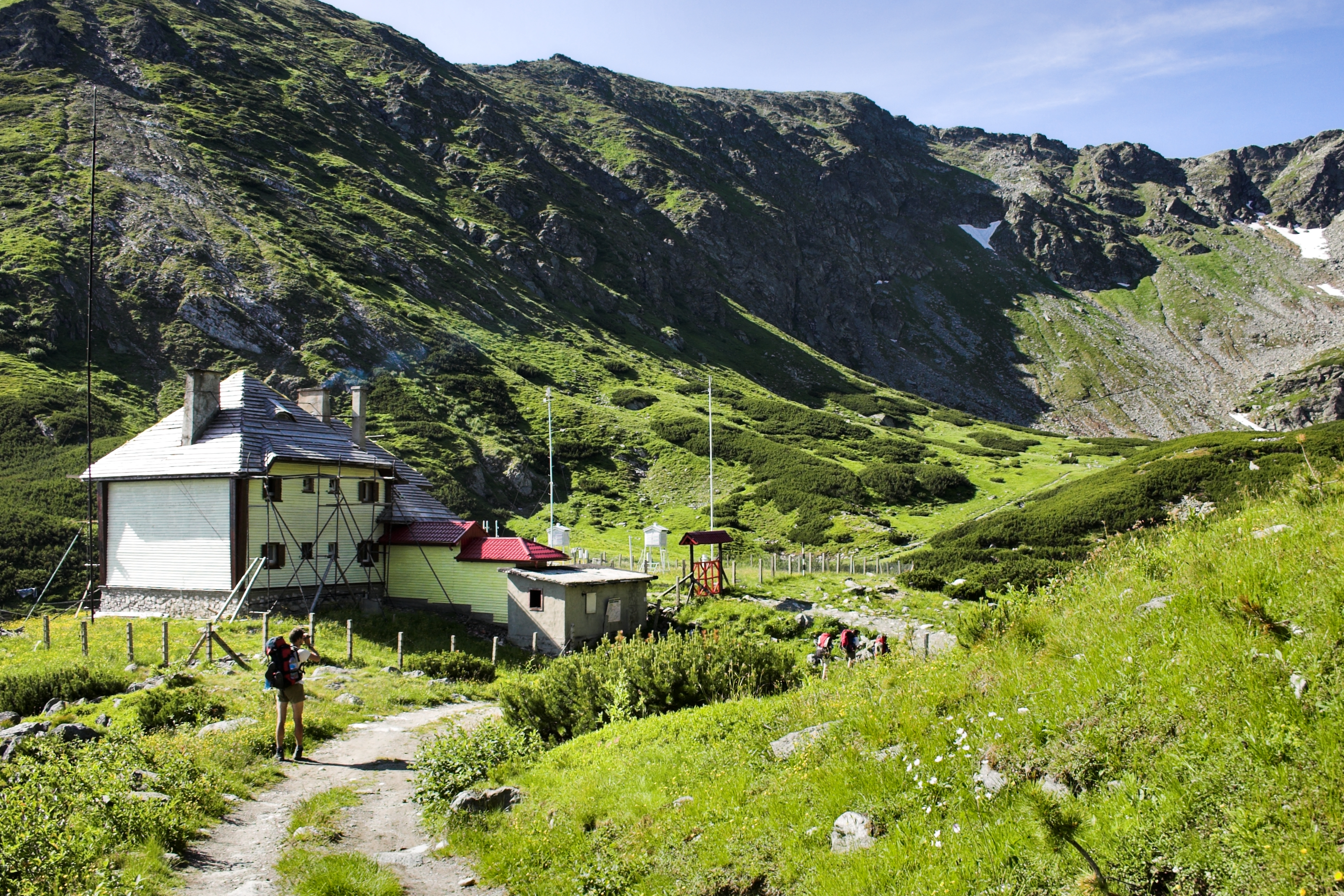
Метеорологічна станція на Петросі
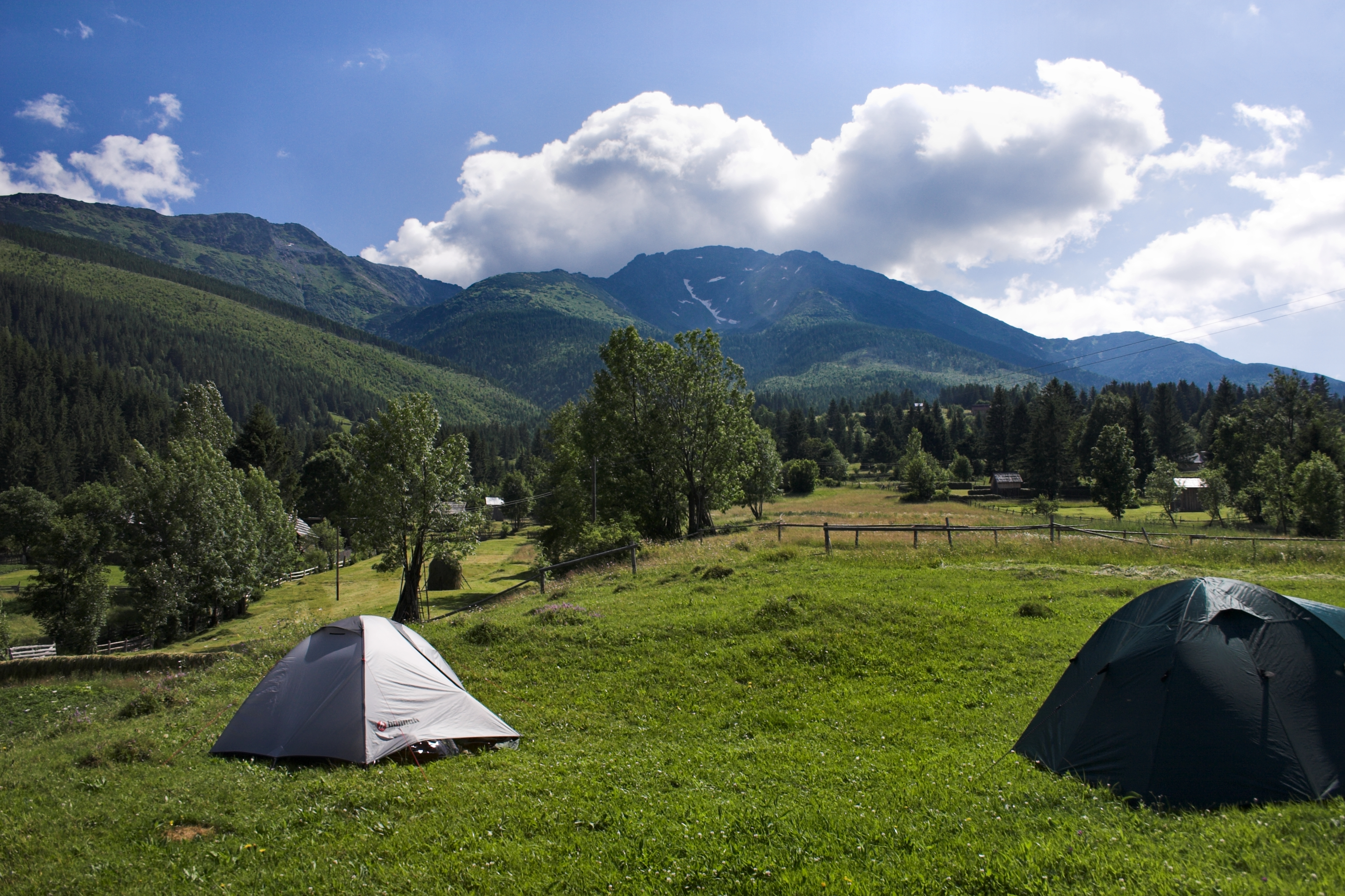
Вид на П'єтросул з південного підніжжя гірського масиву Родна